# Alexander Gordon, 1. Earl of Huntly

Das Familienwappen der Earls of Huntly vereint die Wappen der Familie Gordon (Mutter), der Baronie Badenoch, der Familie Seton (Vater) und der Familie Fraser (Urgroßmutter in mütterlicher Linie).

Alexander Gordon, 1. Earl of Huntly (geborener Seton, * um 1409; † 15. Juli 1470 in Huntly, Aberdeenshire) war ein schottischer Peer.

## Leben
Er war der älteste Sohn des Sir Alexander Seton († 1440/41) und der Elizabeth Gordon († 1439) und führte nach seiner Geburt zunächst den Namen Alexander Seton. Seine Mutter war die Tochter des Sir Adam Gordon of that Ilk († 1402) und hatte beim kinderlosen Tod ihres einzigen Bruders John Gordon († 1407) dessen Ländereien, die feudalen Baronien Gordon in Berwickshire und Huntly in Aberdeenshire geerbt.
Anfang 1427 heiratete er Egida Hay, Tochter des verstorbenen Sir John Hay of Tullibody, und wurde daraufhin am 8. Januar 1427 mit der feudalen Baronie Tullibody in Clackmannanshire belehnt. Die Ehe wurde spätestens im November 1438 annulliert. Spätestens im März 1440 heiratete er Elizabeth Crichton († 1479), Tochter des William Crichton, 1. Lord Crichton.
Um 1439 wurde er zum Ritter geschlagen. Beim Tod seiner Eltern erbte er deren Besitzungen. Nach einigen Erbauseinandersetzungen mit dem Clan Keith erhielt er 1440 aus dem Nachlass seiner Großmutter mütterlicherseits, Elizabeth Keith († um 1437), die feudalen Baronien Aboyne, Cluny, Glentanner und Glenmuick in Aberdeenshire. Seine ererbten Besitzungen wurden ihm am 3. April 1441 von der Krone als erbliche Lehen bestätigt.
Während der Minderjährigkeit König Jakobs II. usurpierte er die Baronie Abergeldie, für die er aber später Pacht an die Krone bezahlte. 
Vermutlich im Rahmen der Versammlung des schottischen Parlaments im Juni 1445 wurde er zum Earl of Huntly erhoben und ist am 3. Juli 1445 erstmals als solcher urkundlich belegt.
Ländereien bei Panbride in Angus hielt er als Aftervasall des Clan Ogilvy von Inverquharity. In diesem Zusammenhang wurde er in einen Konflikt mit dem Clan Lindsay hineingezogen. Der Konflikt gipfelte in der Schlacht von Arbroath am 24. Januar 1446, in der die Ogilvys einem Heer unter David Lindsay, 3. Earl of Crawford unterlagen und der Earl of Huntly vom Schlachtfeld fliehen musste.
1451 belehnte ihn König Jakob II. mit der feudalen Baronie Badenoch in Inverness-shire sowie Ruthven Castle in Perthshire.
Als 1452 die schwarze Linie des Clan Douglas gemeinsam mit dem Clan Lindsay gegen Jakob II. rebellierte, besiegte der Earl of Huntly als königlicher Lieutenant General of the North mit einem vereinten Heer der Clans Gordon und Ogilvy am 18. Mai 1452 in der Schlacht bei Brechin das Heer des Clan Lindsay unter Alexander Lindsay, 4. Earl of Crawford.
Da er über seine Mutter erblicher Chief des Clan Gordon war, änderte er 1457 seinen Familiennamen formell von „Seton“ zu „Gordon“.
1460 schloss er sich der Belagerung der englischen Burg Roxburgh an, in deren Verlauf König Jakobs II. starb.
1464 ließ er die hölzerne Befestigung von Kingussie in Inverness-shire aus Stein neubauen.

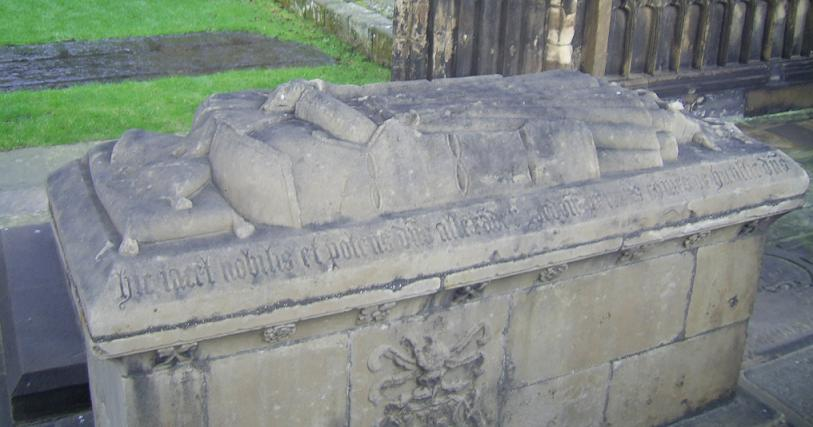
Grab des Alexander Gordon, 1. Earl of Huntly, in der Ruine der Kathedrale von Elgin

Er starb 1470 in Huntly und wurde in der Kathedrale von Elgin bestattet.

## Nachkommen
Aus seiner ersten Ehe mit Egida Hay hatte er einen Sohn:
- Sir Alexander Seton of Tullibody and Touch ⚭ Elizabeth Erskine.

Aus seiner zweiten Ehe mit Elizabeth Crichton hatte er fünf Kinder:
- Lady Christian Gordon ⚭ William Forbes, 3. Lord Forbes;
- George Gordon, 2. Earl of Huntly († 1501), ⚭ (1) Lady Elizabeth Dunbar, Tochter des James Dunbar, 4. Earl of Moray, ⚭ (2) Annabella Stewart, Tochter des Königs Jakob I. von Schottland;
- Sir Alexander Gordon of Abergeldie († 1504) ⚭ Beatrice Hay, Tochter des William Hay, 1. Earl of Erroll;
- Lady Elizabeth Gordon († 1500), ⚭ (1) Nicholas Hay, 2. Earl of Erroll, ⚭ (2) John Kennedy, 2. Lord Kennedy;
- Adam Gordon († 1528), Dean of Caithness.

Aus einer unehelichen Verbindung mit einer sogenannten „Fair Maid of Moray“ vom Clan Cumming von Altyre hatte er zwei Töchter:
- Janet Gordon ⚭ Sir James Innes of that Ilk;
- Margaret Gordon († 1506) ⚭ Hugh Rose of Kilravock.